# Гарга баир
Гарга баир е хълм, разположен в историческата част на Велико Търново. Хълмът се намира и в близост до село Арбанаси.

## География
Хълмът е с надморска височина от 330 m. Около хълма има естествен скален венец. Преобладаващите гори са иглолистните. Срещат се констенурки, сърни, диви зайци, лисици и други животни. На хълма има около 6 естествени извора.
Край хълма е построена чешмата Каменец по пътя за Арбанаси.

## История
През XIX век в югозападната част на Гарга баир е съществувало турско укрепление (табия) с квадратна форма със страна около 40 m.
В началото на XIX век възниква идея за застрояване на хълма и изсичане на вековните гори, водещо до унищожаване на природата.